# バラック
バラック（英: barracks）は、本来は駐屯兵のための細長い宿舎のこと。転じて、空地や災害後の焼け跡などに建設される仮設の建築物のこと。

## 概要
日本において、通常の建築物（バラックに対して本建築という）は構造的に数十年以上も維持させる前提で設計され、材料を選んで十分な基礎工事を行うなどして建てられる。しかし、バラックは当面の間に合わせであり、材料も上質なものは用いず、簡易な構造で造られる。
第二次世界大戦後の例では、焼け残った木材や古木材、トタンなどが建材として使用された。

## 困窮によるもの
日本では困窮した人々が空き地などに建てた小屋程度の住居をこのように呼ぶことがある。河原などにホームレスなどが造るテント小屋や段ボールハウスも、同様に呼ばれることがあるという。

## 日本のバラック
日本では関東大震災（1923年）などの天災や東京大空襲などの絨毯爆撃を受けた後、トタンや有り合わせの木材、破壊されなかった建築物を組み合わせ、雨露をしのぐ程度のバラックが大量に建てられた。これらは震災・戦災後という非常事態に対し、応急的に発生したバラック建てであった。
関東大震災後には、市街地建築物法（現在の建築基準法）の規定に従った建築を行っていては住居の供給が間に合わないため、特別立法（いわゆるバラック令）により基準を満たさない建築物でも建てることが認められた。これらの多くは、小規模な住居・店舗だったが、中には築地小劇場のような比較的大きなものも建造された。こうした中で今和次郎らが「バラック装飾社」を設立し、商店などのバラック建築をにぎやかにデザインして街を彩った。バラック令は期間限定の法規であったため、期限満了後は補強をおこなって本建築並みの基準を満たすか、または取壊して建て直す必要があった。

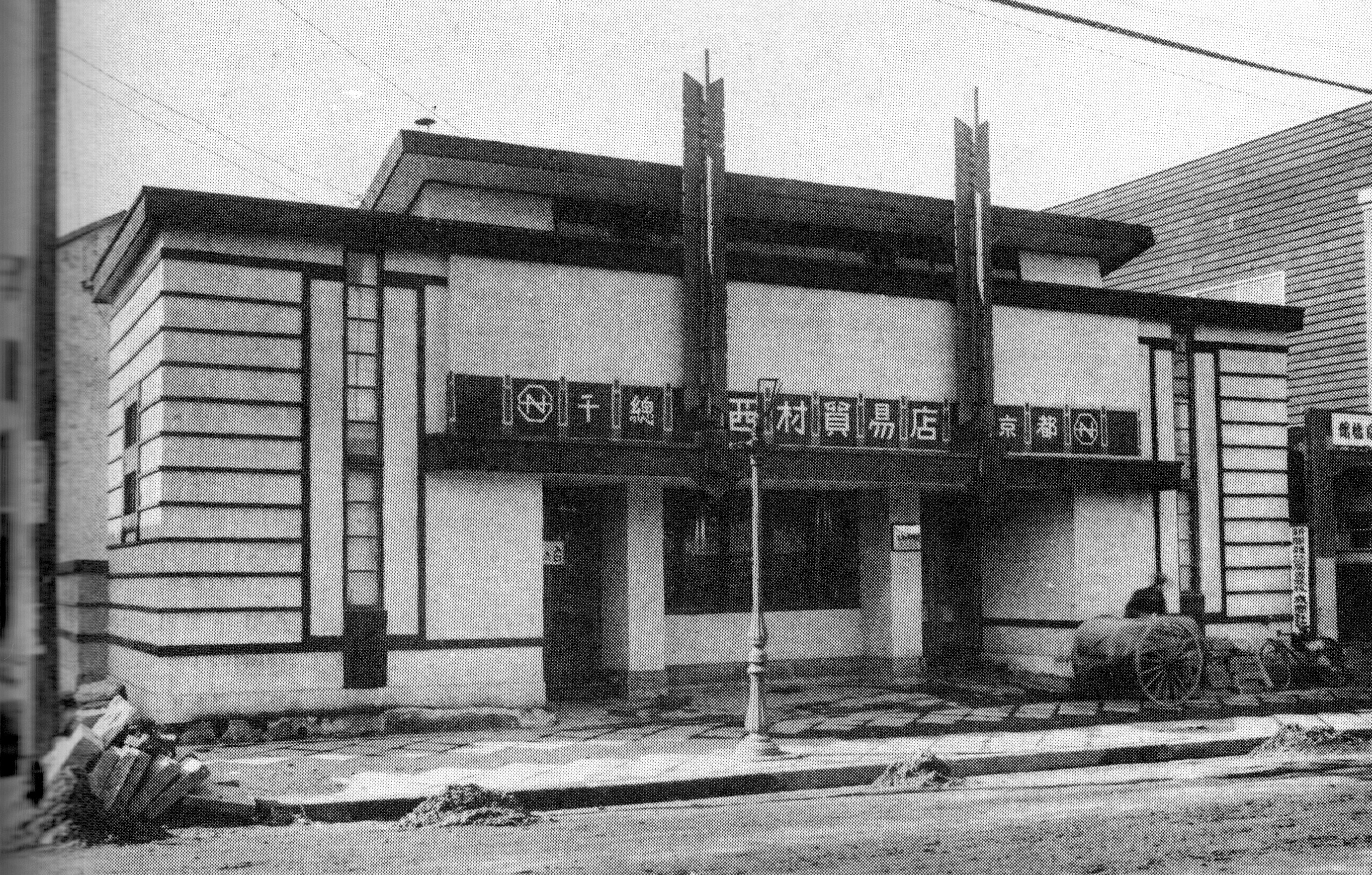
西村貿易店（遠藤新）
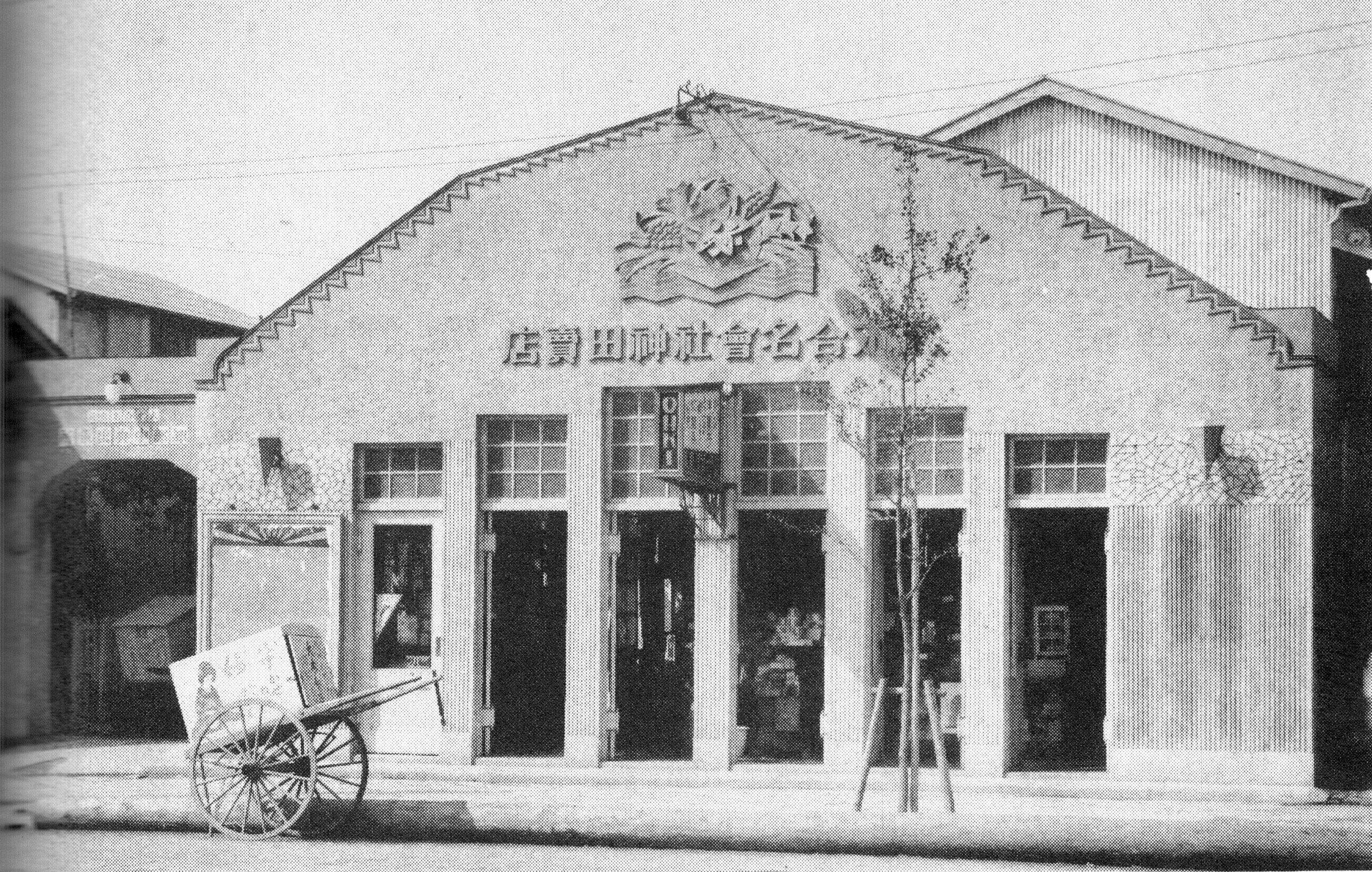
大木合名会社（吉田五十八）
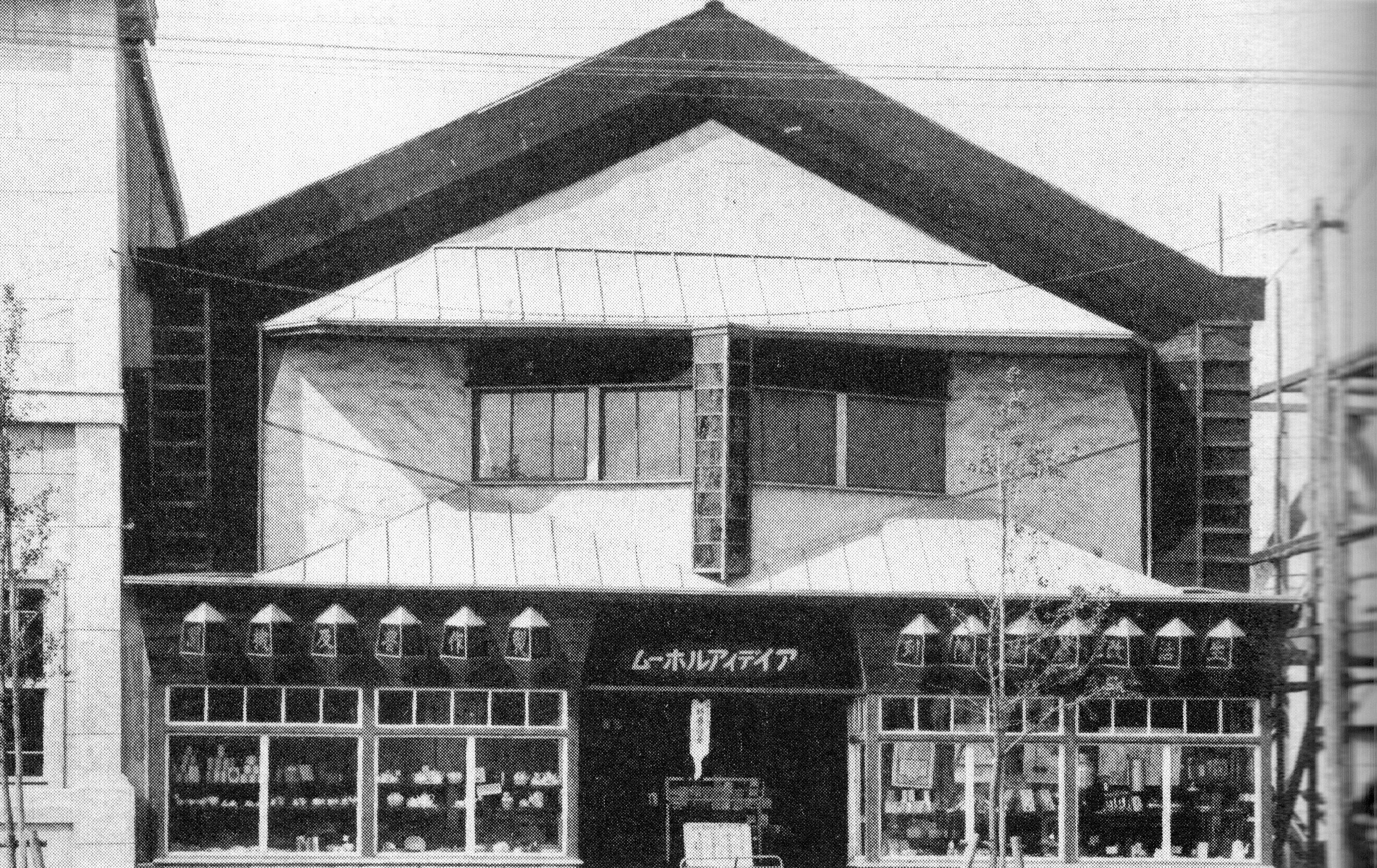
アイディアルホーム（レイモンド社）
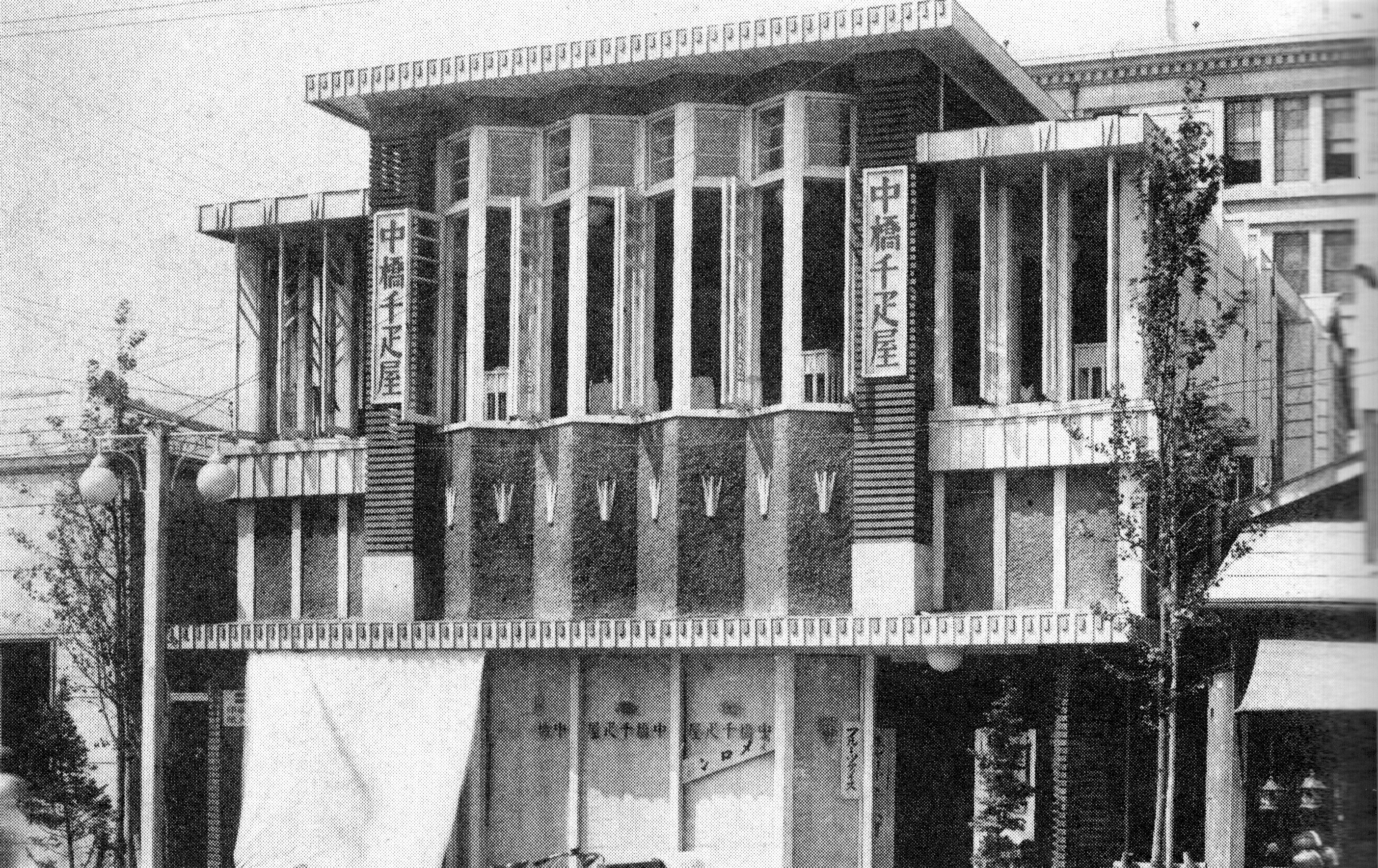
千疋屋フルーツパーラー（前田健二郎）
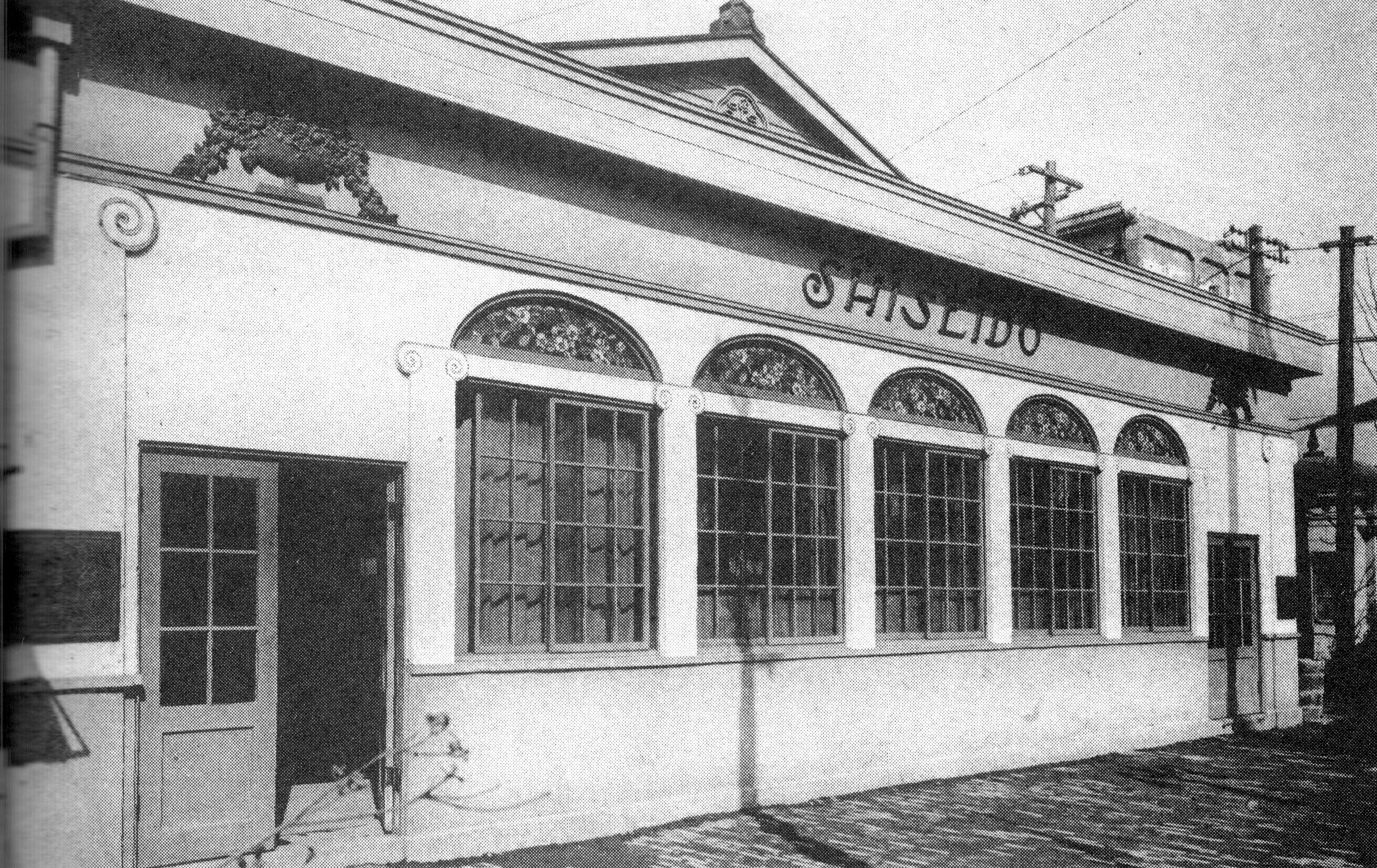
関東大震災後の仮設店舗：資生堂（川島理一郎）
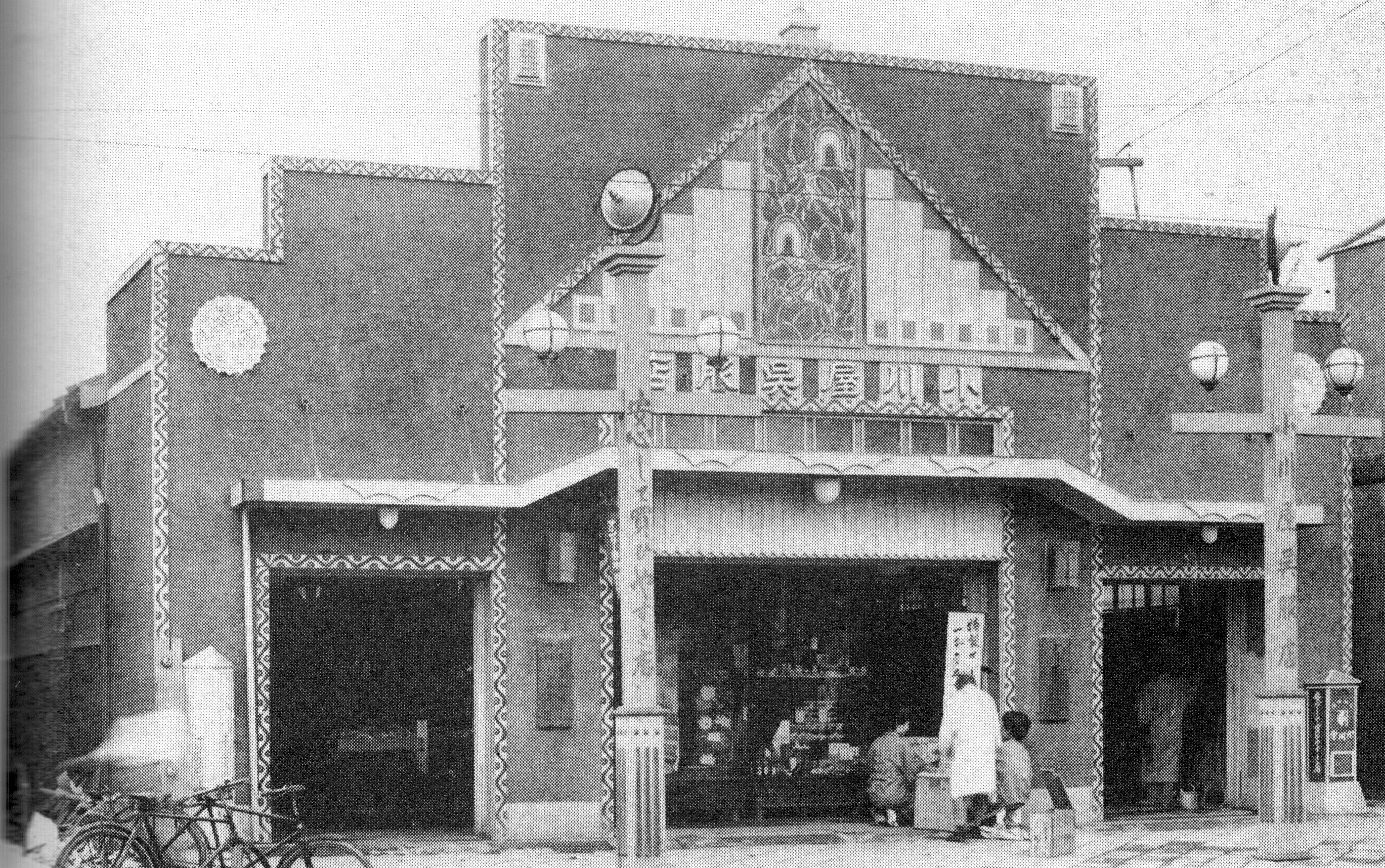
小川屋呉服店（有馬組）
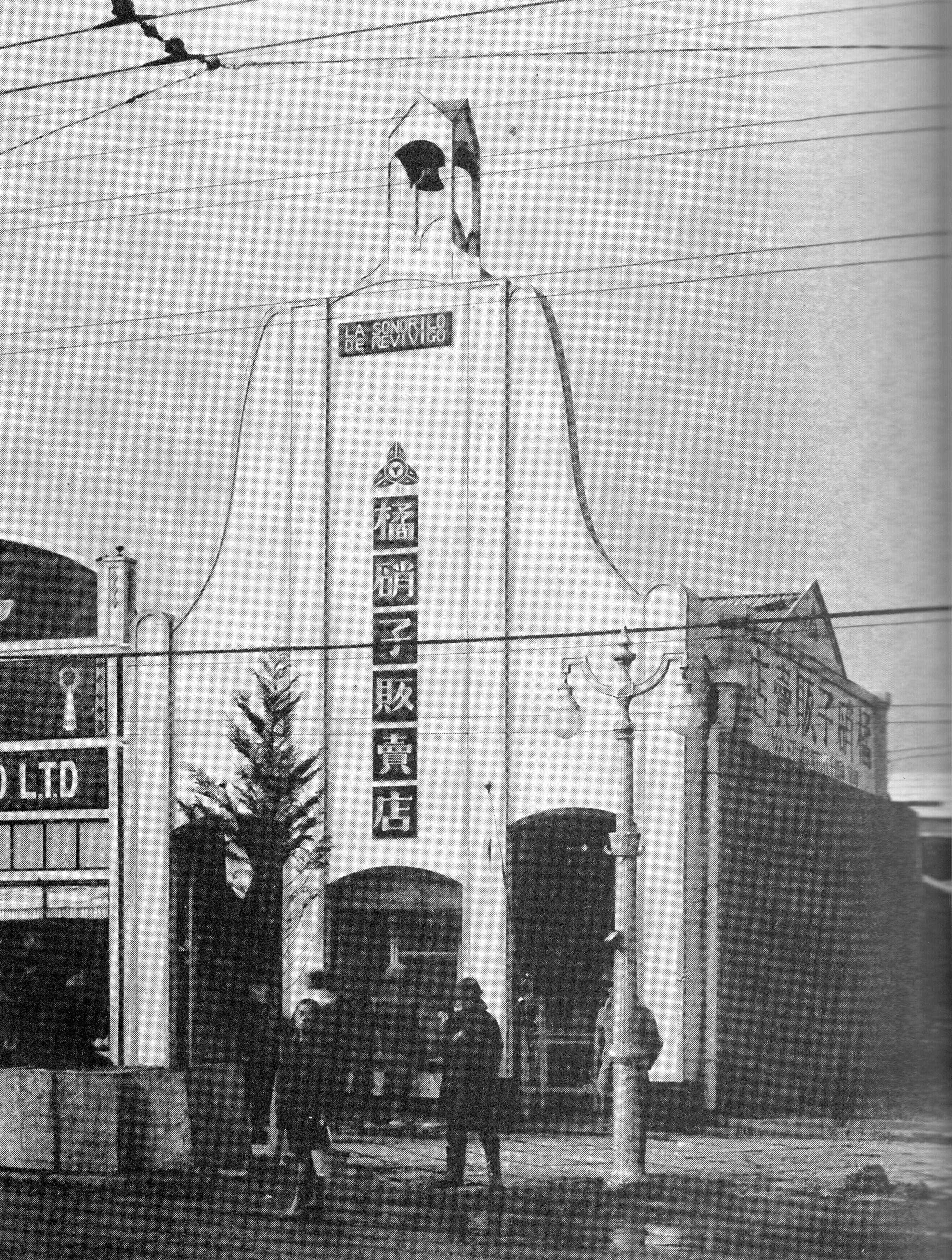
橘硝子販売店（関本勇治）

第二次世界大戦の終戦後には、外地からの引き揚げ者も多く、建物疎開跡の空き地などの土地に不法に建てられたバラックが多数に上った。色々な街で興行された闇市の商店も、その1つである。闇市から発展したアメ横、秋葉原電気街、新宿ゴールデン街などの店舗の中には、当時のバラックを思わせるような狭い間口で奥行きの無い店が見られる。

### バラックに関連する出来事
- 1948年（昭和23年）8月2日 - 神奈川県川崎市で竜巻が発生。戦災跡地に建てられていたバラック住宅が被害に遭い、死者3人、重軽傷者106人。38戸が全壊、50戸が半壊[3]。
- 1950年（昭和25年）12月3日 - 鹿児島県鹿児島市小川町で火災。バラックなど約300戸が全焼[4]。
- 1951年（昭和26年）1月10日 - 岐阜県大垣市郭町で火災。一戸約3坪のバラック90戸を含む105戸が焼失した[5]。
- 1969年（昭和44年）1月 - 京成電鉄京成本線、江戸川橋梁直下のバラック住宅で火災が発生して2人が死亡。線路の枕木に延焼して京成電鉄が運休した[6]。
- 1976年（昭和51年）3月8日 - 兵庫県神戸市葺合区脇浜町のバラック住宅密集地で火事。210㎡の一区画33棟89戸が焼失、約100世帯、200人以上が焼け出された[7]。